# Doğanoğlu, Çekerek
Doğanoğlu là một xã thuộc huyện Çekerek, tỉnh Yozgat, Thổ Nhĩ Kỳ. Dân số thời điểm năm 2010 là 64 người.